# 印度腫寄居蟹
印度腫寄居蟹（学名：Oncopagurus indicus），又名印度鉤擬寄居蟹，为擬寄居蟹科腫寄居蟹屬下的一个种。